# Стефан Бојовић
Стефан Бојовић (Чачак, 2. фебруара 2001) српски је фудбалер, који тренутно наступа за Борац из Чачка. Висок је 176 центиметара и игра у везном реду.

## Каријера
Лета 2018, Бојовић је прикључен раду са првим тимом чачанског Борца, код тренера Владимира Станисављевића, пред почетак такмичења у Прве лига Србије. Свој дебитантски наступ за клуб, Бојовић је забележио на отварању сезоне 2018/19, ушавши у игру уместо Николе Шутића у 86. минуту утакмице против Инђије. Бојовић је, касније, током првог дела сезоне још неколико пута био у протоколу, а наступио је и у 4. колу, против Бежаније, када је такође ушао у игру са клупе. Услед суспензија и повреда неколицине стандардних фудбалера, Бојовић се по први пут нашао у стартној постави Борца за сусрет 26. кола, против екипе ТСЦ Бачке Тополе.

## Статистика

#### Клупска
| Клуб        | Сезона   | Лига             | Лига    | Лига   | Национални куп | Национални куп | Европа  | Европа | Остало  | Остало | Укупно  | Укупно |
| Клуб        | Сезона   | Дивизија         | Наступа | Голова | Наступа        | Голова         | Наступа | Голова | Наступа | Голова | Наступа | Голова |
| ----------- | -------- | ---------------- | ------- | ------ | -------------- | -------------- | ------- | ------ | ------- | ------ | ------- | ------ |
| Борац Чачак | 2018/19. | Прва лига Србије | 6       | 0      | 0              | 0              | —       | —      | —       | —      | 6       | 0      |

- Ажурирано 28. априла 2019. године.